# Mosqueruela
Mosqueruela (katalánul: Mosquerola) település Spanyolországban, Teruel tartományban. Mosqueruela Fortanete, Cantavieja, La Iglesuela del Cid, Villafranca del Cid, Vistabella del Maestrazgo, Puertomingalvo, Linares de Mora és Valdelinares községekkel határos. Lakosainak száma 544 fő (2024).

## Népesség
A település népessége az utóbbi években az alábbiak szerint változott:
| Lakosok száma | 711  | 726  | 686  | 625  | 621  | 601  | 558  | 537  | 551  | 544  |
|               | 2001 | 2004 | 2007 | 2009 | 2012 | 2014 | 2017 | 2019 | 2022 | 2024 |